# 藤崎詩織イメージソング集 たいせつな君へ
『藤崎詩織イメージソング集 たいせつな君へ』（ふじさきしおりイメージソングしゅう たいせつなきみへ）は2002年2月14日にKONAMIから発売された金月真美のコンピレーション・アルバムである。規格品番 KMCA145、コナミの品番は LC1100。

## 解説
コナミが制作したゲーム『ときめきメモリアル』、及びそのメディアミックス作品において、金月が演じた同作の登場人物である藤崎詩織のイメージソングとして制作された楽曲によるコンピレーション・アルバム。1996年から1999年にかけて発表された藤崎詩織名義の楽曲同様、ジャケットデザインには藤崎詩織のイラストが使用されている。同様の主旨のアルバムとしては、同作の別キャラクター名義のものが1998年から1999年にかけて4作発売されているが、本作は前4作や藤崎詩織名義の楽曲と異なり、歌唱者として金月の名が明記されている。

## 収録曲
『ときめきメモリアル』イメージソングのコンピレーション・アルバム『ときめきメモリアル ボーカル・ベスト・コレクション』シリーズから8曲、同シリーズ未収録のイメージソング（『ときめきメモリアルドラマシリーズ』のドラマCD収録曲）のコンピレーション・アルバム『ときめきメモリアル ボーカルコレクション 〜また逢えるね』から2曲、既に金月のシングル曲としても発表されている「告白」「夕凪便り」「夏に、まだ少し…」と『ときめきメモリアルドラマシリーズVol.3 旅立ちの詩』挿入曲「4月の翼」の計14曲で、うち6曲はリミックスである。
1. 夏に、まだ少し… [2002 MIX] （5分40秒）
作詞 - 金月真美 / 作曲 - 東野美紀 / 編曲 - 岩﨑元是
原曲は1996年7月の同名シングルのタイトル曲。プレイステーション向けファンディスク『ときめきメモリアル プライベートコレクション』にビデオクリップが収録されている。
2. 4月の翼 （4分54秒）
作詞 - 新谷早苗 / 作曲 - 桐岡麻季 / 編曲 - 岩崎元是
『ときめきメモリアルドラマシリーズVol.3 旅立ちの詩』挿入曲。1999年4月に発売された同作サウンドトラック[4]に収録。
3. 告白 （6分15秒）
作詞 - さゆ鈴 / 作曲 - あきろぴと&大内正徳 / 編曲 - 岩崎元是
『ときめきメモリアル』本編告白シーンBGMを元にアレンジした、1996年3月の同名シングルのタイトル曲。
4. せつなさのかけらたち （4分44秒）
作詞 - さゆ鈴 / 作曲 - M Rie / 編曲 - 内藤慎也
1997年8月に発売された『ときめきメモリアル ボーカル・ベスト・コレクション4』の収録曲で、元は前年12月に発売されたセガサターン版『ときめきメモリアル』本編サウンドトラックにボーナス・トラック[5]として収録されたボーカル曲。
5. 涙が微笑む日を待っている [2002 MIX] （4分47秒）
作詞 - 宮島律子 / 作曲 - 羽場仁志 / 編曲 - 堀内耕太郎
原曲は1998年8月に発売された『ときめきメモリアル ボーカル・ベスト・コレクション6 〜Final〜』の収録曲。
6. それを空に飛ばさないで [2002 MIX] （5分53秒）
作詞 - 大内正徳 / 作曲 - 藤田超 / 編曲 - 古川もとあき
原曲は1995年12月に発売された『ときめきメモリアル ボーカル・ベスト・コレクション』の収録曲。
7. 虹の彼方へ （5分25秒）
作詞 - さゆ鈴 / 作曲 - 小西真理 / 編曲 - 岩崎元是
『ときめきメモリアル ボーカル・ベスト・コレクション4』の収録曲。
8. だからっ! [2002 MIX] （3分08秒）
作詞 - くまのきよみ / 作曲 - 流石野孝 / 編曲 - 古川もとあき
原曲は『ときめきメモリアル』本編のカラオケボックスBGMをアレンジした『ときめきメモリアル ボーカル・ベスト・コレクション』の収録曲。
9. 光っていたい （4分41秒）
作詞 - 中沢ふみえ / 作曲 - オダクラ・アキラ / 編曲 - 岩崎元是
2001年3月に発売された『ときめきメモリアル ボーカルコレクション 〜また逢えるね』の収録曲。
10. Stay with me 〜せつなさのそばにいて〜 [2002 MIX] （5分02秒）
作詞 - 根津洋子 / 作曲 - 羽場仁志 / 編曲 - 古川もとあき
原曲は1996年12月に発売された『ときめきメモリアル ボーカル・ベスト・コレクション3』の収録曲。
11. 夕凪便り [2002 MIX] （6分05秒）
作詞 - 大内正徳 / 作曲 - めたるゆーき&大内正徳 / 編曲 - 古川もとあき
原曲は『ときめきメモリアル』本編藤崎詩織BGM「思い出の数だけ…」を元にアレンジした、シングル「告白」のカップリング曲で、元は1995年10月に発売されたプレイステーション版『ときめきメモリアル』本編サウンドトラックにボーナス・トラック[5]として収録されたボーカル曲。
12. 忘れないでネ （4分42秒）
作詞 - くまのきよみ / 作曲 - 宮島律子 / 編曲 - 岩崎元是
1996年8月に発売された『ときめきメモリアル ボーカル・ベスト・コレクション2』の収録曲。
13. 風と、空と、 （4分41秒）
作詞 - AIKO / 作曲 - 桐岡麻季 / 編曲 - 岩崎元是
『ときめきメモリアル ボーカルコレクション 〜また逢えるね』の収録曲。
14. ともだちの君へ （4分28秒）
作詞 - くまのきよみ / 作曲 - 森下勉 / 編曲 - 岸村正実
1997年12月に発売された『ときめきメモリアル ボーカル・ベスト・コレクション5』の収録曲。